# Ahoskie
Ahoskie è una città (Town) statunitense situata nella Contea di Hertford, nella Carolina del Nord. La città è anche conosciuta, dalla gente del luogo, come "the only one" (l'unica) perché nessun'altra città presenta lo stesso nome. Inizialmente il nome della città era Ahotsky, affibbiatogli dagli Indiani Wyanoke che entrarono nella Contea di Hertford durante la colonizzazione europea.

## Geografia fisica
Secondo l'United States Census Bureau la città sorge su un'area di 6,90 km², interamente composta da terraferma.

## Società

### Evoluzione demografica
Secondo il censimento del 2000, vi erano 4.523 abitanti, 1.853 abitazioni e 1.172 famiglie residenti in città. La densità dei popolazione, nel 2000, era di 656.5 abitanti per km². Dal punto di vista razziale vi era il 37.08% di bianchi, il 58.88% di uomini di colore, l'1.70% di Nativi Americani, lo 0.62% di asiatici, lo 0.09% di abitanti provenienti dalle isole del pacifico, lo 0.64% di uomini di altre razze e lo 0.99% di uomini appartenenti a due o più razze.
La popolazione in città era eterogenea e vi era il 25.7% di abitanti con meno di 18 anni, l'8.5% di abitanti con un'età compresa fra i 18 anni e i 24 anni, il 25.3% di abitanti con un'età compresa fra i 25 e i 44 anni, il 20.5% di abitanti con un'età compresa fra i 45 e i 64 anni e il 20.0% di abitanti con un'età di 65 anni o più. L'età media era di 38 anni. Per ogni 100 donne vi erano 75.6 uomini. Per ogni 100 donne con 18 anni o meno vi erano 67.7 uomini.
Il guadagno medio di una famiglia in città era di $27.566. Gli uomini avevano un guadagno medio di $30,063 e le donne di $23,045.